# Walter McCrone
 (octobre 2021).
La mise en forme du texte ne suit pas les recommandations de Wikipédia : il faut le « wikifier ».
Les points d'amélioration suivants sont les cas les plus fréquents :
- Les titres sont pré-formatés par le logiciel. Ils ne sont ni en capitales, ni en gras.
- Le texte ne doit pas être écrit en capitales (les noms de famille non plus), ni en gras, ni en italique, ni en « petit »…
- Le gras n'est utilisé que pour surligner le titre de l'article dans l'introduction, une seule fois.
- L'italique est rarement utilisé : mots en langue étrangère, titres d'œuvres, noms de bateaux, etc.
- Les citations ne sont pas en italique mais en corps de texte normal. Elles sont entourées par des guillemets français : « et ».
- Les listes à puces sont à éviter, des paragraphes rédigés étant largement préférés. Les tableaux sont à réserver à la présentation de données structurées (résultats, etc.).
- Les appels de note de bas de page (petits chiffres en exposant, introduits par l'outil «  Source ») sont à placer entre la fin de phrase et le point final[comme ça].
- Les liens internes (vers d'autres articles de Wikipédia) sont à choisir avec parcimonie. Créez des liens vers des articles approfondissant le sujet. Les termes génériques sans rapport avec le sujet sont à éviter, ainsi que les répétitions de liens vers un même terme.
- Les liens externes sont à placer uniquement dans une section « Liens externes », à la fin de l'article. Ces liens sont à choisir avec parcimonie suivant les règles définies. Si un lien sert de source à l'article, son insertion dans le texte est à faire par les notes de bas de page.
- La présentation des références doit suivre les conventions bibliographiques. Il est recommandé d'utiliser les modèles {{Ouvrage}}, {{Chapitre}}, {{Article}}, {{Lien web}} et/ou {{Bibliographie}}. Le mode d'édition visuel peut mettre en forme automatiquement les références.
- Insérer une infobox (cadre d'informations à droite) n'est pas obligatoire pour parachever la mise en page.

Pour une aide détaillée, merci de consulter Aide:Wikification.
Si vous pensez que ces points ont été résolus, vous pouvez retirer ce bandeau et améliorer la mise en forme d'un autre article.
 (février 2018).
Si vous disposez d'ouvrages ou d'articles de référence ou si vous connaissez des sites web de qualité traitant du thème abordé ici, merci de compléter l'article en donnant les références utiles à sa vérifiabilité et en les liant à la section « Notes et références ».
Walter Cox McCrone (1916-2002) était un chimiste américain qui était considéré comme un expert de premier plan en microscopie. Pour le grand public, cependant, il était surtout connu pour son travail sur le Suaire de Turin, la Carte du Vinland et la science médico-légale.

## Biographie
McCrone est né à Wilmington. À l'Université Cornell, il a obtenu une licence en chimie (1938) et un Ph.D. en chimie organique (1942), après quoi il a complété deux ans de travail post-doctoral là-bas. De 1944 à 1956, il était microscopiste et scientifique des matériaux à ce qui est maintenant l'Illinois Institute of Technology.
Devenu consultant indépendant en 1956, il a fondé McCrone Associates, une société de conseil en analyse désormais située à Westmont, dans l'Illinois. En 1960, il a fondé le McCrone Research Institute, une organisation à but non lucratif pour l'enseignement et la recherche en microscopie et cristallographie.
Pendant plus de trente ans, il a édité et publié The Microscope, une revue trimestrielle internationale de microscopie. Il a également écrit plus de 600 articles techniques ainsi que seize livres ou chapitres. Il est crédité d'avoir étendu l'utilité du microscope aux chimistes, qui l'avaient auparavant considéré comme étant principalement un outil pour le biologiste. En 2000, l'American Chemical Society lui a décerné son prix national de chimie analytique.
McCrone a siégé au conseil d'administration et en tant que président de Ada S. McKinley Community Services, Inc., une agence de services sociaux à but non lucratif à Chicago.
McCrone est décédé d'une insuffisance cardiaque congestive à son domicile de Chicago.

## Le Suaire de Turin
Le travail analytique le plus célèbre de McCrone a commencé avec sa participation au Projet de recherche du Suaire de Turin (STURP). Le Suaire de Turin est un morceau de tissu de lin, revendiqué par certains comme le linceul funéraire de Jésus et rejeté par d'autres comme un faux médiéval. Ses défenseurs incluent la Holy Shroud Guild, établie par l'Église catholique romaine aux États-Unis en 1951.
En 1977, une équipe de scientifiques sélectionnés par la Guilde du Saint Suaire a développé un programme de tests qu'ils ont proposé de mener sur le Suaire. L'archevêque de Turin a accordé l'autorisation. Les scientifiques du STURP ont mené leurs tests sur cinq jours en 1978. McCrone, qui n'était que brièvement membre du STURP, en analysant les échantillons qu'il avait empruntés, a conclu que les taches rouges qui avaient été désignées comme du sang étaient en fait des pigments, en particulier, peinture ocre rouge et vermillon tempera.
Deux membres ultérieurs de l'équipe STURP, John Heller et Alan Adler, ont publié leur propre analyse évaluée par des pairs concluant que les taches étaient du sang. (Heller, JH et AD Adler, "Blood on the Shroud of Turin", Applied Optics, 19:2742-4, 1980; Heller, JH et AD Adler, "A Chemical Investigation on the Shroud of Turin", Canadian Society of Forensic Sciences Journal 81-103, 1981) Nickell ajoute que, "à la conférence de 1983 de l'International Association for Identification, l'analyste judiciaire John E Fischer a expliqué comment des résultats similaires aux leurs pouvaient être obtenus à partir de peinture à la détrempe. " McCrone a adhéré à son opinion selon laquelle la comparaison d'images microscopiques montrait que la tache sur le Suaire n'était pas du sang.
Les membres du STURP ont également contesté la conclusion similaire de McCrone selon laquelle l'image du Suaire a été peinte. Ils ont soutenu (également dans des articles évalués par des pairs) que les analyses physiques excluaient la présence de pigments en quantités suffisantes pour être responsables de l'image. (Pour un résumé des études du STURP, voir L.A. Schwalbe, R.N. Rogers, Analytica Chimica Acta 135, 3-49, 1982.)
McCrone a démissionné de l'équipe du STURP en juin 1980. Selon les mots de McCrone, il a été « éliminé » du STURP. Heller, cependant, a déclaré que McCrone avait démissionné après avoir été "insulté" par les critiques du STURP.
Dans son livre "Jugement Day for the Turin Shroud", Walter McCrone dénonce de manière non équivoque le traitement qu'il a subi de la part du STURP. Il les accuse notamment d'être fondamentalement biaisés en faveur de l'authenticité, à tel point que toute analyse du suaire devenait impossible si elle ne correspondait pas à un résultat favorable à la dévotion. Dans son livre à charge, il explicite aussi qu'après avoir publié ses résultats favorables à une datation médiévale, trois membres du STURP, Jackson, Jumper et Rogers sont allés le voir dans son laboratoire et lui ont volé ses échantillons de suaire, en prétextant que les autres échantillons qu’il avait rendus étaient inférieurs et que le STURP allait lui échanger d’autres échantillons ultérieurement. Ce qu'ils ne firent jamais.